# Runaljod - Ragnarok
Runaljod - Ragnarok is het derde album van het Noorse folkproject Wardruna. Het is het derde deel van een drieluik gebaseerd op de drie delen van het futhark. Runaljod laat zich het beste vertalen als gedichten over de runen. In de Noordse mythologie betekent Ragnarök of Ragnarok het ‘lot van de heersende machten’, maar dit werd historisch gereduceerd tot de betekenis van ‘ondergang van de goden (en de wereld)’. Die zou plaatshebben in de vorm van een eindstrijd tussen ontketende reuzen en goden. De eerste single genaamd "Odal" kwam uit op 21 augustus 2016. Op 6 oktober 2016 werd er een muziekvideo gepresenteerd van de single "Raido". Deze video werd gefilmd en geproduceerd door de Finse fotograaf Tuukka Koski.